# Washington Open 2024 - Doppio maschile
Il doppio maschile del torneo di tennis professionistico Washington Open 2024, facente parte della categoria ATP Tour 500 nell'ambito dell'ATP Tour 2024, si è giocato al William H.G. FitzGerald Tennis Center di Washington, negli Stati Uniti, dal 29 luglio al 4 agosto 2024. Máximo González e Andrés Molteni erano i campioni in carica, ma hanno scelto di partecipare al concomitante torneo olimpico.
In finale Nathaniel Lammons e Jackson Withrow hanno sconfitto Rafael Matos e Marcelo Melo con il punteggio di 7-5, 6-3.

## Teste di serie
1. Harri Heliövaara /  Henry Patten (quarti di finale)
2. Max Purcell /  Jordan Thompson (semifinale, ritirati)
3. Jamie Murray /  Michael Venus (primo turno)
4. Nathaniel Lammons /  Jackson Withrow (campioni)

1. Lloyd Glasspool /  Santiago González (quarti di finale)
2. Sadio Doumbia /  Hugo Nys (semifinale)
3. Julian Cash /  Robert Galloway (primo turno)
4. Rafael Matos /  Marcelo Melo (finale)

## Wildcard
1. Thanasi Kokkinakis /  Frances Tiafoe (ritirati)

1. Sebastian Korda /  Alex Michelsen (quarti di finale)

## Qualificati
1. Diego Hidalgo /  John-Patrick Smith (primo turno)

### Lucky loser
1. Evan King /  Vasil Kirkov (primo turno)

## Tabellone

### Legenda
| - Q = Qualificato - WC = Wild card - LL = Lucky loser | - ALT = Alternate - SE = Special Exempt - PR = Protected Ranking | - w/o = Walkover - r = Ritirato - d = Squalificato |

|  | Primo turno | Primo turno                    | Primo turno                    | Primo turno | Primo turno |  |  | Quarti di finale | Quarti di finale               | Quarti di finale               | Quarti di finale     | Quarti di finale     |                      |   | Semifinali | Semifinali                | Semifinali                | Semifinali                        | Semifinali                        |   |   | Finale | Finale | Finale | Finale | Finale |  |
|  |             |                                |                                |             |             |  |  |                  |                                |                                |                      |                      |                      |   |            |                           |                           |                                   |                                   |   |   |        |        |        |        |        |  |
|  | 1           | H Heliövaara H Patten          | H Heliövaara H Patten          | 6           | 7           |  |  |                  |                                |                                |                      |                      |                      |   |            |                           |                           |                                   |                                   |   |   |        |        |        |        |        |  |
|  |             | I Dodig B Shelton              | I Dodig B Shelton              | 3           | 5           |  |  | 1                | H Heliövaara H Patten          | H Heliövaara H Patten          | 2                    | 5                    |                      |   |            |                           |                           |                                   |                                   |   |   |        |        |        |        |        |  |
|  |             | Y Bhambri A Olivetti           | Y Bhambri A Olivetti           | 64          | 4           |  |  | 6                | S Doumbia H Nys                | S Doumbia H Nys                | 6                    | 7                    |                      |   |            |                           |                           |                                   |                                   |   |   |        |        |        |        |        |  |
|  | 6           | S Doumbia H Nys                | S Doumbia H Nys                | 7           | 6           |  |  |                  |                                |                                |                      |                      |                      |   | 6          | S Doumbia H Nys           | S Doumbia H Nys           | 61                                | 4                                 |   |   |        |        |        |        |        |  |
|  | 3           | J Murray M Venus               | J Murray M Venus               | 4           | 4           |  |  |                  |                                | 8                              | R Matos M Melo       | R Matos M Melo       | 7                    | 6 |            |                           |                           |                                   |                                   |   |   |        |        |        |        |        |  |
|  |             | K Chačanov G Mpetshi Perricard | K Chačanov G Mpetshi Perricard | 6           | 6           |  |  |                  | K Chačanov G Mpetshi Perricard | K Chačanov G Mpetshi Perricard | 4                    | 63                   |                      |   |            |                           |                           |                                   |                                   |   |   |        |        |        |        |        |  |
|  |             | N Barrientos A Behar           | N Barrientos A Behar           | 67          | 3           |  |  | 8                | R Matos M Melo                 | R Matos M Melo                 | 6                    | 7                    |                      |   |            |                           |                           |                                   |                                   |   |   |        |        |        |        |        |  |
|  | 8           | R Matos M Melo                 | R Matos M Melo                 | 7           | 6           |  |  |                  |                                |                                |                      |                      |                      |   | 8          | Rafael Matos Marcelo Melo | Rafael Matos Marcelo Melo | 5                                 | 3                                 |   |   |        |        |        |        |        |  |
|  | 5           | L Glasspool S González         | L Glasspool S González         | 6           | 6           |  |  |                  |                                |                                |                      |                      |                      |   |            |                           | 4                         | Nathaniel Lammons Jackson Withrow | Nathaniel Lammons Jackson Withrow | 7 | 6 |        |        |        |        |        |  |
|  | LL          | E King V Kirkov                | E King V Kirkov                | 3           | 4           |  |  | 5                | L Glasspool S González         | L Glasspool S González         | 4                    | 6                    |                      |   |            |                           |                           |                                   |                                   |   |   |        |        |        |        |        |  |
|  |             | A Erler A Rinderknech          | 5                              | 6           | [7]         |  |  | 4                | N Lammons J Withrow            | N Lammons J Withrow            | 6                    | 7                    |                      |   |            |                           |                           |                                   |                                   |   |   |        |        |        |        |        |  |
|  | 4           | N Lammons J Withrow            | 7                              | 2           | [10]        |  |  |                  |                                |                                |                      |                      |                      |   | 4          | N Lammons J Withrow       | N Lammons J Withrow       | N Lammons J Withrow               | w/o                               |   |   |        |        |        |        |        |  |
|  | 7           | J Cash R Galloway              | J Cash R Galloway              | 4           | 2           |  |  |                  |                                | 2                              | M Purcell J Thompson | M Purcell J Thompson | M Purcell J Thompson |   |            |                           |                           |                                   |                                   |   |   |        |        |        |        |        |  |
|  | WC          | S Korda A Michelsen            | S Korda A Michelsen            | 6           | 6           |  |  | WC               | S Korda A Michelsen            | S Korda A Michelsen            | 4                    | 5                    |                      |   |            |                           |                           |                                   |                                   |   |   |        |        |        |        |        |  |
|  | Q           | D Hidalgo J-P Smith            | D Hidalgo J-P Smith            | 2           | 3           |  |  | 2                | M Purcell J Thompson           | M Purcell J Thompson           | 6                    | 7                    |                      |   |            |                           |                           |                                   |                                   |   |   |        |        |        |        |        |  |
|  | 2           | M Purcell J Thompson           | M Purcell J Thompson           | 6           | 6           |  |  |                  |                                |                                |                      |                      |                      |   |            |                           |                           |                                   |                                   |   |   |        |        |        |        |        |  |

## Qualificazioni

### Teste di serie
1. Diego Hidalgo /  John-Patrick Smith (qualificati)

1. Evan King /  Vasil Kirkov (ultimo turno, lucky loser)

### Qualificati
1. Diego Hidalgo /  John-Patrick Smith

### Lucky loser
1. Evan King /  Vasil Kirkov

### Tabellone
|  | Primo turno | Primo turno                           | Primo turno                           | Primo turno | Primo turno |  |  | Ultimo turno | Ultimo turno                     | Ultimo turno                     | Ultimo turno | Ultimo turno |  |
|  |             |                                       |                                       |             |             |  |  |              |                                  |                                  |              |              |  |
|  | 1           | Diego Hidalgo John-Patrick Smith      | Diego Hidalgo John-Patrick Smith      | 6           | 7           |  |  |              |                                  |                                  |              |              |  |
|  | WC          | Robert Cash James Tracy               | Robert Cash James Tracy               | 4           | 64          |  |  | 1            | Diego Hidalgo John-Patrick Smith | Diego Hidalgo John-Patrick Smith | 7            | 7            |  |
|  |             | Christian Harrison Mackenzie McDonald | Christian Harrison Mackenzie McDonald | 62          | 4           |  |  | 2            | Evan King Vasil Kirkov           | Evan King Vasil Kirkov           | 65           | 5            |  |
|  | 2           | Evan King Vasil Kirkov                | Evan King Vasil Kirkov                | 7           | 6           |  |  |              |                                  |                                  |              |              |  |